# Boueilh-Boueilho-Lasque
 Boueilh-Boueilho-Lasque  es una población y comuna francesa, en la región de Aquitania, departamento de Pirineos Atlánticos, en el distrito de Pau y cantón de Garlin.

## Demografía
| 350 | 347 | 302 | 283 | 323 | 329 |
| Para los censos de 1962 a 1999 la población legal corresponde a la población sin duplicidades (Fuente: INSEE [Consultar]) |     |     |     |     |     |